# Evadne spinifera
Evadne spinifera is een watervlooiensoort uit de familie van de Podonidae. De wetenschappelijke naam van de soort is voor het eerst geldig gepubliceerd in 1867 door P.E.Müller.